# Ceratitis colae
Ceratitis colae
 es una especie de insecto del género Ceratitis de la familia Tephritidae del orden Diptera. 
Filippo Silvestri la describió científicamente por primera vez en el año 1913.